# McLean Stevenson
McLean Stevenson, född 14 november 1927 i Normal, Illinois, död 15 februari 1996 i Los Angeles, Kalifornien, var en amerikansk skådespelare. Stevenson spelade överste Henry Blake i TV-serien M*A*S*H.

## Filmografi i urval
- 1969–1971 - The Doris Day Show
- 1971 - Love, American Style
- 1972–1975 - M*A*S*H
- 1976–1977 - The McLean Stevenson Show
- 1981-1984 - Kärlek ombord
- 1984 - Hotellet
- 1987 - Pantertanter